# Claville
Pour l’article homonyme, voir  Claville-Motteville.
Claville est une commune française située au centre du département de l'Eure proche de la préfecture du département : Evreux (9,9 km à vol d'oiseau) en région Normandie.

## Géographie

### Localisation
| Tournedos-Bois-Hubert  | Bernienville | Bernienville         |
| Ormes                  | Claville     | Gauville-la-Campagne |
| Ferrières-Haut-Clocher |              | Caugé                |

### Hydrographie
La commune est située dans le bassin Seine-Normandie. Elle n'est drainée par aucun cours d'eau,.

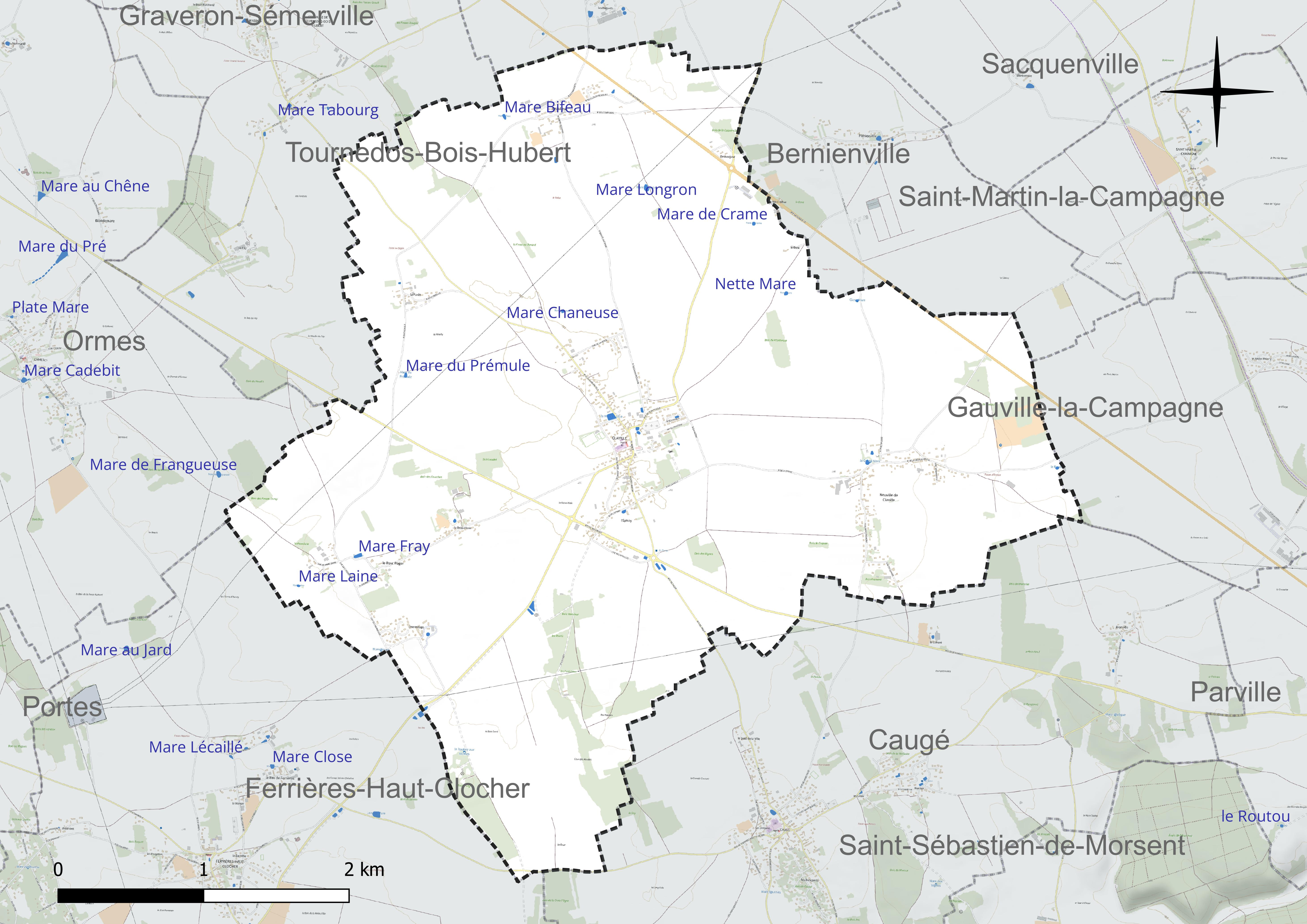
Réseau hydrographique de Claville.

Huit plans d'eau complètent le réseau hydrographique : la mare Bifeau (0,1 ha), la mare Chaneuse (0 ha), la mare de Crame (0 ha), la mare du Prémule (0,1 ha), la mare Fray (0,1 ha), la mare Laine (0 ha), la mare Longron (0,1 ha) et Nette Mare (0,1 ha),.

### Climat
Pour des articles plus généraux, voir Climat de la Normandie et Climat de l'Eure.
En 2010, le climat de la commune est de type climat océanique dégradé des plaines du Centre et du Nord, selon une étude du CNRS s'appuyant sur une série de données couvrant la période 1971-2000. En 2020, Météo-France publie une typologie des climats de la France métropolitaine dans laquelle la commune est exposée à un climat océanique et est dans la région climatique  Côtes de la Manche orientale, caractérisée par un faible ensoleillement (1 550 h/an) ; forte humidité de l’air (plus de 20 h/jour avec humidité relative > 80 % en hiver), vents forts fréquents. Parallèlement le GIEC normand, un groupe régional d’experts sur le climat, différencie quant à lui, dans une étude de 2020, trois grands types de climats pour la région Normandie, nuancés à une échelle plus fine par les facteurs géographiques locaux. La commune est, selon ce zonage, exposée à un « climat des plateaux abrités », correspondant aux plaines agricoles de l’Eure, avec une pluviométrie beaucoup plus faible que dans la plaine de Caen en raison du double effet d’abri provoqué par les collines du Bocage normand et par celles qui s’étendent sur un axe du Pays d'Auge au Perche.
Pour la période 1971-2000, la température annuelle moyenne est de 10,3 °C, avec  une amplitude thermique annuelle de 13,9 °C. Le cumul annuel moyen de précipitations est de 676 mm, avec 11,4 jours de précipitations en janvier et 8,2 jours en juillet. Pour la période 1991-2020, la température moyenne annuelle observée sur la station météorologique la plus proche, située sur la commune de Guichainville à 14 km à vol d'oiseau, est de 11,1 °C et le cumul annuel moyen de précipitations est de 659,6 mm,. Pour l'avenir, les paramètres climatiques de la commune estimés pour 2050 selon différents scénarios d’émission de gaz à effet de serre sont consultables sur un site dédié publié par Météo-France en novembre 2022.

## Urbanisme

### Typologie
Au 1er janvier 2024, Claville est catégorisée commune rurale à habitat dispersé, selon la nouvelle grille communale de densité à 7 niveaux définie par l'Insee en 2022.
Elle est située hors unité urbaine. Par ailleurs la commune fait partie de l'aire d'attraction d'Évreux, dont elle est une commune de la couronne,. Cette aire, qui regroupe 108 communes, est catégorisée dans les aires de 50 000 à moins de 200 000 habitants,.

### Occupation des sols
L'occupation des sols de la commune, telle qu'elle ressort de la base de données européenne d’occupation biophysique des sols Corine Land Cover (CLC), est marquée par l'importance des territoires agricoles (92,9 % en 2018), en diminution par rapport à 1990 (94,3 %). La répartition détaillée en 2018 est la suivante : 
terres arables (84,2 %), zones agricoles hétérogènes (8,7 %), zones urbanisées (4,8 %), forêts (2,3 %). L'évolution de l’occupation des sols de la commune et de ses infrastructures peut être observée sur les différentes représentations cartographiques du territoire : la carte de Cassini (XVIIIe siècle), la carte d'état-major (1820-1866) et les cartes ou photos aériennes de l'IGN pour la période actuelle (1950 à aujourd'hui).

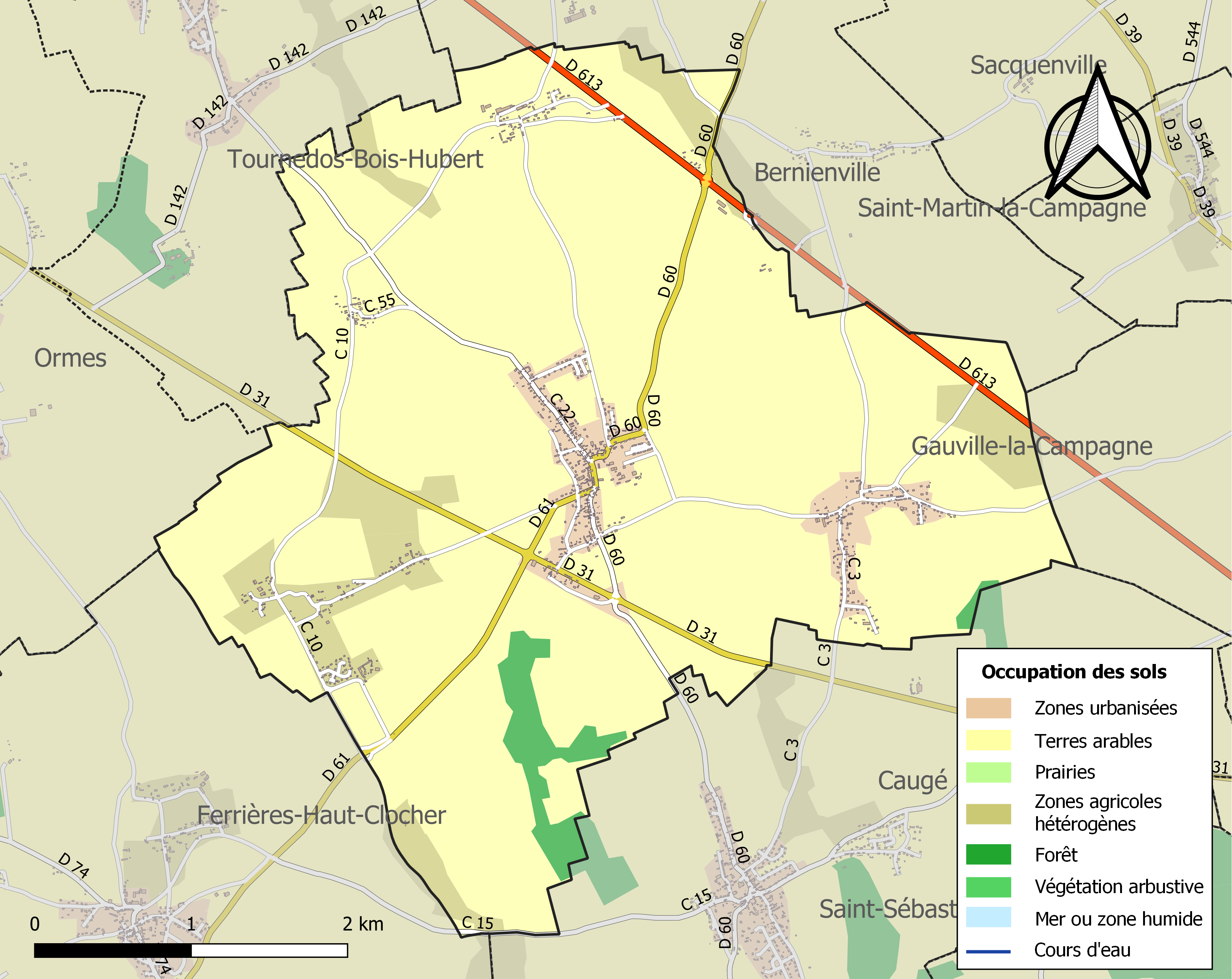
Carte des infrastructures et de l'occupation des sols de la commune en 2018 (CLC).

## Toponymie
Le nom de la localité est attesté sous les formes latinisées Clavilla en 1025 (grande charte de Richard II), Olavilla (pour *Clavilla) vers 1060, Clavilla en 1170-1179,,
Les formes Claverii villa, rapportée sans date, et Clanvilla ou Clauvilla en 1183, plus tardives, sont des latinismes fantaisistes ou des cacographies sans rapport avec les formes régulièrement attestées, ni la forme actuelle.
Il s'agit d'une formation toponymique médiévale en -ville (du gallo-roman VILLA « domaine rural »), précédé du nom de personne  norrois Klak(k)r que l'on retrouve uniquement en Normandie dans Clasville (Seine-Maritime, Clavilla 1057 - 1066), Claville-Motteville (Seine-Maritime, Clavilla XIe siècle), Mesnil-Claque (Seine-Maritime, Menilclac vers 1187),, ainsi que dans Clacton (Angleterre).

## Histoire
Plusieurs hameaux chargés d'histoire y sont rattachés, dont celui de Neuville qui appartenait aux comtes d'Évreux, lesquels l'offrirent au XIIe siècle à l'abbaye Saint-Sauveur.
La commune existait dès les premiers siècles chrétiens sur la voie romaine qui reliait Évreux à Brionne.
En 1225, le roi Louis VIII offrit le village et les terres à son serviteur Simon de Poissy, en échange de ses bons et loyaux services.
L'église Saint-Martin XVIe siècle (inscrite aux Monuments historiques) : nef large, chœur à trois pans, tour de 1517, porte ouest et vitraux du XVIe siècle, retable du XVIIe siècle.
Au XVIIIe siècle, une maison du Temple (dépendance de la commanderie de Saint-Étienne-de-Renneville) existait dans le hameau de Beaulieu. La commanderie et la  chapelle Sainte-Suzanne sont aujourd'hui transformées en habitations.
Fin XVIIIe siècle, une chaumière de Claville fut la demeure de Jacques Dupont (né au Neubourg en 1767), dit Dupont de l'Eure. 1848 : face aux manifestations populaires, Louis Philippe abdiqua (en refusant de faire intervenir la troupe). Au soir du 24 février 1848, la République était proclamée, et Dupont de l'Eure (alors ministre de la Justice) fut nommé président du Gouvernement Provisoire. Il fut donc le premier président de la République française, quelques mois seulement, en attendant l'élection de Louis-Napoléon Bonaparte le 10 décembre 1848. La maison subsiste rue Dupont-de-l'Eure.
Au XIXe siècle, Claville comptait un moulin à blé, une briqueterie, des ateliers de tissage et une grande foire aux bestiaux en juillet sur la place du village (place Bance). Un  quai en pierre pour le déchargement du bétail fut préservé jusqu'en 2020, date des travaux de réaménagement de  la place Bance. Il était situé près de la souche du grand saule multi-centenaire au tronc creux et de la petite mare.

## Politique et administration
| Période                                  | Période  | Identité               | Étiquette | Qualité     |
| ---------------------------------------- | -------- | ---------------------- | --------- | ----------- |
|                                          | 1869     | Louis-Adrien Dumoutier |           | Cultivateur |
| mars 2001                                | 2008     | Paul Coto              |           |             |
| mars 2008                                | En cours | Gérard Thébaud         | PS        | Retraité    |
| Les données manquantes sont à compléter. |          |                        |           |             |

## Démographie
L'évolution du nombre d'habitants est connue à travers les recensements de la population effectués dans la commune depuis 1793. Pour les communes de moins de 10 000 habitants, une enquête de recensement portant sur toute la population est réalisée tous les cinq ans, les populations de référence des années intermédiaires étant quant à elles estimées par interpolation ou extrapolation. Pour la commune, le premier recensement exhaustif entrant dans le cadre du nouveau dispositif a été réalisé en 2004.

En 2022, la commune comptait 1 068 habitants, en évolution de −1,48 % par rapport à 2016 (Eure : −0,25 %, France hors Mayotte : +2,11 %).
| 1793 | 1800 | 1806 | 1821 | 1831 | 1836 | 1841 | 1846 | 1851 |
| ---- | ---- | ---- | ---- | ---- | ---- | ---- | ---- | ---- |
| 580  | 500  | 573  | 624  | 524  | 554  | 508  | 660  | 629  |

| 1856 | 1861 | 1866 | 1872 | 1876 | 1881 | 1886 | 1891 | 1896 |
| ---- | ---- | ---- | ---- | ---- | ---- | ---- | ---- | ---- |
| 610  | 607  | 579  | 556  | 550  | 515  | 545  | 583  | 571  |

| 1901 | 1906 | 1911 | 1921 | 1926 | 1931 | 1936 | 1946 | 1954 |
| ---- | ---- | ---- | ---- | ---- | ---- | ---- | ---- | ---- |
| 556  | 560  | 558  | 472  | 455  | 431  | 424  | 478  | 467  |

| 1962 | 1968 | 1975 | 1982 | 1990 | 1999  | 2004  | 2006  | 2009  |
| ---- | ---- | ---- | ---- | ---- | ----- | ----- | ----- | ----- |
| 455  | 438  | 577  | 665  | 862  | 1 031 | 1 030 | 1 036 | 1 044 |

| 2014  | 2019  | 2022  | - | - | - | - | - | - |
| ----- | ----- | ----- | - | - | - | - | - | - |
| 1 083 | 1 083 | 1 068 | - | - | - | - | - | - |

## Culture locale et patrimoine

### Lieux et monuments
- Église Saint-Martin, du XVIe siècle,  Inscrit MH (1927)[25]

### Patrimoine naturel

#### Site classé
- L'église, la place de l’Église, la place Bance avec ses pelouses et ses sycomores  Site classé (1939)[26].

### Personnalités liées à la commune
- Jacques Charles Dupont de l'Eure, homme politique d'envergure nationale du XIXe siècle, a vécu dans la commune.
- Charles François Nicolas Le Maître de Claville (Rouen 1670-1740)[27], doyen du Bureau des Finances de Rouen, auteur du Traité du vrai mérite de l'homme[28],[29].
- Émile Buisson, malfaiteur arrêté dans le restaurant La Mère Odue par l'inspecteur Roger Borniche.
- Jacques-Louis Bance, marchand d'estampes, bienfaiteur de Claville, y étant né.

### Héraldique
| Blason de Claville | Blason  | De sinople à trois losanges d'or.                                                                                            |
| Blason de Claville | Détails | Blason reprenant les armoiries de deux familles du lieu, les Le Pelletier et les Carrey. Adopté par la municipalité en 1993. |